# Праліси Людвиківського лісництва
Праліси Людвиківського лісництва — пралісова пам'ятка природи місцевого значення. Об'єкт розташований на території Долинського району Івано-Франківської області, ДП «Вигодське лісове господарство», Людвиківське лісництво, квартал 1, виділи 11, 12, 13, 14, 15, 17; квартал 2, виділи 1, 3, 4, 5, 6, 7, 8, 9, 10, 11, 12, 14, 15, 18, 19, 20; квартал 3, виділи 1, 2, 3, 7, 10, 13, 16; квартал 4, виділи 1, 2, 5, 7, 8; квартал 5, виділи 5, 10, 12, 14, 16, 17, 18, 21, 22, 27; квартал 6, виділи 14, 15, 16; квартал 21, виділи 40, 50; квартал 24, виділи 8, 10, 11, 12, 16.
Площа — 375 га, статус отриманий у 2020 році.